# Poly(ADP-ribose) polymérase 1
La poly(ADP-ribose) polymérase 1 (PARP-1) est une enzyme de la famille des poly(ADP-ribose) polymérases. Chez l'homme, elle est codée par le gène PARP1 situé sur le chromosome 1.

## Fonctions

### Réparation de l'ADN
La PARP-1 intervient dans les lésions simples brins de l'ADN. Cela peut être mis en évidence en réduisant sensiblement le taux intracellulaire de PARP-1, que ce soit à l'aide d'inhibiteurs ou de petits ARN interférents, ce qui a pour effet de réduire le taux de réparation des lésions simples brins d'ADN. En l'absence de PARP-1, la fourche de réplication ne progresse plus et les lésions doubles brins de l'ADN s'accumulent. Ces lésions doubles brins sont réparées par recombinaison homologue, raison pour laquelle les cellules dépourvues de PARP-1 présentent un phénotype hyper-recombinant,,, c'est-à-dire ayant un taux accru de recombinaisons homologues, ce qui a également pu être observé in vivo chez la souris. Les recombinaisons homologues offrant un moyen de réparation de l'ADN assez fidèle (c'est-à-dire plutôt dépourvu d'erreurs), les mutants dépourvus de PARP-1 ne présentent pas pour autant de phénotype malsain : ainsi, on n'observe pas d'accroissement de l'incidence des tumeurs chez les souris dépourvues de PARP-1.

### Surexpression cancéreuse de la PARP-1
La PARP-1 est l'une des six enzymes indispensables à la voie de réparation de l'ADN dite de microhomology-mediated end joining (en) (MMEJ), particulièrement sujette aux erreurs. La réparation par MMEJ est fréquemment associée à des anomalies chromosomiques telles que des délétions, des translocations, des inversions et d'autres réarrangements complexes. Lorsque la PARP-1 est activée, le taux de MMEJ augmente, ce qui accroît l'instabilité génomique (en).
Par ailleurs, la PARP-1 est surexprimée lorsque la région du site ETS de son promoteur est hypométhylée (en) épigénétiquement, ce qui contribue à la progression du cancer de l'endomètre, du cancer de l'ovaire et du cancer de l'ovaire séreux. Elle est également surexprimée dans un certain nombre d'autres cancers, tels que le neuroblastome, le cancer du testicule et les autres tumeurs germinales, le sarcome d'Ewing, le lymphome malin, le cancer du sein et le cancer du côlon.
Il est fréquent que l'expression d'un ou de plusieurs gènes de réparation de l'ADN soit réduite dans les cancers, mais il est plus rare que des cancers soient marqués par la surexpression d'un gène de ce type. Ainsi, la déficience génétique d'au moins 36 enzymes de réparation de l'ADN différentes accroît le risque de développer un cancer germinal (syndromes cancéreux héréditaires). De même, au moins 12 gènes de réparation de l'ADN sont réprimés épigénétiquement dans au moins un cancer. En règle générale, un déficit d'expression des enzymes de réparation de l'ADN a pour effet d'accroître le nombre de lésions de l'ADN qui, lorsqu'elles sont répliquées, conduisent à des mutations et à des cancers. Cependant, la réparation de l'ADN par MMEJ est fortement sujette aux erreurs, de sorte que, dans ce cas, c'est la surexpression de la PARP-1, et non sa sous-expression, qui semble provoquer des cancers.

### Interactions avec les gènes BRCA1 et BRCA2 et application aux cancers du sein
Les gènes BRCA1 et BRCA2 sont nécessaires, au moins en partie, au fonctionnement de la réparation par recombinaison homologue. Les cellules qui sont déficientes en BRCA1 ou en BRCA2 sont très sensibles à la réduction de l'activité de la PARP-1, qui provoque la mort de la cellule par apoptose, à la différence des cellules qui possèdent au moins une copie saine de BRCA1 et une copie saine de BRCA2. De nombreux cancers du sein présentent des défauts dans le mécanisme de réparation par recombinaison homologue au niveau des gènes BRCA1 ou BRCA2 ou au niveau d'autres gènes essentiels à ce mécanisme de réparation de l'ADN. On pense que les cancers du sein résultant de mutations BRCA1 ou BRCA2 sont très sensibles aux inhibiteurs de la PARP-1, et on a montré chez la souris que de tels inhibiteurs peuvent empêcher des xénogreffes déficientes en BRCA1 ou BRCA2 d'évoluer en tumeurs, voire éradiquer des tumeurs précédemment formées à partir de telles xénogreffes.
L'intérêt des inhibiteurs de la PARP-1 est qu'ils provoquent l'apoptose des cellules présentant une altération du gène BRCA1 ou du gène BRCA2 sans affecter les cellules qui présentent des copies saines de ces deux gènes, à la différence d'autres traitements par chimiothérapie, qui ne sont pas aussi sélectifs et sont susceptibles de provoquer des cancers secondaires en endommageant l'ADN des cellules saines,.

### Ralentissement du vieillissement
L'activité poly(ADP-ribose) polymérase, essentiellement due à la PARP-1, a été mesurée dans les leucocytes mononucléaires chez 13 espèces de mammifères et est corrélé à la longévité spécifique à ces espèces. Les lignées de lymphoblastes provenant d'échantillons de sang de centenaires présentent un taux d'activité PARP significativement plus élevé que celles provenant d'individus plus jeunes (entre 20 et 70 ans). La protéine WRN (en) est déficiente chez les patients présentant un syndrome de Werner, qui se traduit notamment par un vieillissement général précoce. Cette protéine fait partie, avec la PARP-1, d'un complexe intervenant dans la réparation des lésions de l'ADN.
Il s'avère par ailleurs que la PARP-1 est la cible principale du resvératrol à travers son interaction avec la tyrosyl-ARNt synthétase.